# Бахірєв В'ячеслав Васильович
В'ячеслав Васильович Бахірєв (нар. 17 вересня 1916, село Дудорово Ковровського повіту Владимирської губернії, тепер Савінського району Івановської області, Росія — 2 січня 1991, місто Москва) — радянський державний діяч, міністр машинобудування СРСР. Член ЦК КПРС у 1971—1989 роках. Депутат Верховної Ради СРСР 6—11-го скликань. Доктор технічних наук. Герой Соціалістичної Праці (16.09.1976).

## Життєпис
Народився 4 (17) вересня 1916 року в селянській родині. У 1930 році разом з батьками переїхав до міста Коврова, де закінчив школу-семирічку. У 1932 році закінчив Ковровську школу фабрично-заводського учнівства.
З 1932 по 1933 рік працював фрезерувальником на Ковровському заводі № 2 імені Кіркіжа.
У 1933—1934 роках — учень Московського залізничного технікуму імені Андрєєва. У 1934—1935 роках — учень робітничого факультету в місті Коврові.
У липні 1941 року закінчив механіко-математичний факультет Московського державного університету імені Ломоносова.
У 1941—1948 роках — інженер-конструктор, провідний конструктор, начальник бюро поточного виробництва авіаційного озброєння Конструкторського бюро Василя Олексійовича Дегтярьова в місті Коврові. У 1948—1950 роках —  заступник начальника з дослідних робіт, у 1950—1952 роках — головний конструктор Дослідного конструкторського бюро № 2 імені Дегтярьова.
Член ВКП(б) з 1951 року.
У 1952—1954 роках — начальник Особливого конструкторського бюро (ОКБ) № 2 Ковровського заводу № 575.
З вересня 1954 по 1960 рік — головний інженер — заступник директора Ковровського оборонного заводу № 2 імені Дегтярьова.
У 1960—1965 роках — директор Ковровського оборонного заводу № 2 імені Дегтярьова.
У березні 1965 — лютому 1968 року — 1-й заступник міністра оборонної промисловості СРСР.
5 лютого 1968 — 5 червня 1987 року — міністр машинобудування СРСР.
Указом Президії Верховної Ради СРСР від 16 вересня 1976 року Бахірєву В'ячеславу Васильовичу присвоєно звання Героя Соціалістичної Праці з врученням ордена Леніна і Золотої медалі «Серп і молот».
З червня 1987 року — персональний пенсіонер союзного значення в Москві. Був радником Міністерства оборонної промисловості СРСР.
Раптово помер 2 січня 1991 року. Похований в Москві на Кунцевському кладовищі (ділянка 10).

## Нагороди і звання
- Герой Соціалістичної Праці (16.09.1976)
- чотири ордени Леніна (28.07.1966, 25.10.1971, 16.09.1976, 8.08.1986)
- орден Жовтневої Революції (10.03.1981)
- орден «Знак Пошани» (6.03.1962)
- Ленінська премія (1964)
- Державна премія СРСР (1978)
- медалі